# Orphulella vittifrons
Orphulella vittifrons är en insektsart som först beskrevs av Walker, F. 1870.  Orphulella vittifrons ingår i släktet Orphulella och familjen gräshoppor. Inga underarter finns listade i Catalogue of Life.